# FK Neftchi Fargʻona
Der FK Neftchi Fargʻona (russisch ФК «Нефтчи» Фергана) ist ein 1962 gegründeter Fußballklub aus der usbekischen Stadt Fergana. Der Verein spielt derzeit (Stand 2011) in der höchsten Spielklasse von Usbekistan, der Usbekistan Super League. Gegründet wurde der Verein 1962, hatte jedoch während der Sowjetära kaum nennenswerten Erfolg und spielte zumeist in den unteren Ligen. Nach der Unabhängigkeit Usbekistans und mit Einführung der Usbekischen Liga änderte sich dies jedoch. Neftchi wurde die ersten vier Jahre in Folge Meister des Landes. Hinzu kamen zwei Pokalsiege und 1995 erreichte man sogar das Halbfinale der Asian Club Championship. Der letzte Titel stammt aus dem Jahre 2001. 2008 wurde man am Ende dritter und qualifizierte sich für den AFC Cup. 2017 stieg man sportlich ab, konnte aber dank den Rückzügen anderer Vereine die Klasse halten.

## Erfolge

### National
- Usbekischer Meister: 1992, 1993, 1994, 1995, 2001[1]

- Usbekischer Pokalsieger: 1994, 1996

- Usbekischer Zweitligameister: 2021

### Kontinental
- Asian Club Championship: 1995 (3. Platz)

## Stadion
Seine Heimspiele trägt der Verein im Stadion Istiklol in Fargʻona aus. Das Stadion hat ein Fassungsvermögen von 20.000 Personen.